# UFC 212
UFC 212: Aldo vs. Holloway（ユーエフシー・ツートゥエルブ：アルド・バーサス・ホロウェイ）は、アメリカ合衆国の総合格闘技団体「UFC」の大会の一つ。2017年6月3日、ブラジル・リオデジャネイロ州リオデジャネイロのジュネス・アリーナで開催された。

## 大会概要
本大会では正規王者ジョゼ・アルドと暫定王者マックス・ホロウェイによるUFC世界フェザー級王座統一戦が組まれ、ホロウェイがパウンドによるTKO勝利で王座統一に成功した。
WSOF世界バンタム級王者マルロン・モラエス、キャリア11戦全勝のデイブソン・フィゲイレードがUFCデビュー。

## 試合結果

### アーリープレリム
第1試合 フライ級 5分3R
○  デイブソン・フィゲイレード vs.  マルコ・ベルトラン ×
2R終了時 TKO（コーナーストップ）
第2試合 ウェルター級 5分3R
○  ルアン・シャーガス vs.  ジム・ウォールヘッド ×
2R 4:48 リアネイキドチョーク
第3試合 女子ストロー級 5分3R
○  ビビアン・ペレイラ vs.  ジェイミー・モイル ×
3R終了 判定3-0（29-28、30-27、30-27）

### プレリミナリーカード
第4試合 バンタム級 5分3R
○  ブライアン・ケレハー vs.  ユーリ・アルカンタラ ×
1R 1:48 ギロチンチョーク
第5試合 バンタム級 5分3R
○  マシュー・ロペス vs.  ジョニー・エドゥアルド ×
1R 2:57 TKO（）
第6試合 ミドル級 5分3R
○  アントニオ・カルロス・ジュニオール vs.  エリック・スパイスリー ×
2R 3:49 リアネイキドチョーク
第7試合 バンタム級 5分3R
○  ハファエル・アスンソン vs.  マルロン・モラエス ×
3R終了 判定2-1（28-29、29-28、30-27）

### メインカード
第8試合 ウェルター級 5分3R
○  ヤンシー・メデイロス vs.  エリック・シウバ ×
2R 2:01 TKO（左フック→パウンド）
第9試合 ミドル級 5分3R
○  パウロ・コスタ vs.  オルワレ・バンブーシェ ×
2R 1:06 TKO（パウンド）
第10試合 ミドル契約 5分3R
○  ビクトー・ベウフォート vs.  ネイサン・マーコート ×
3R終了 判定3-0（29-28、29-28、29-28）
第11試合 女子ストロー級 5分3R
○  クラウディア・ガデーリャ vs.  カロリーナ・コバケビッチ ×
1R 3:03 リアネイキドチョーク
第12試合 UFC世界フェザー級王座統一戦 5分5R
○  マックス・ホロウェイ vs.  ジョゼ・アルド ×
3R 4:13 TKO（パウンド）
※ホロウェイが王座統一に成功。

### 各賞
ファイト・オブ・ザ・ナイト： マックス・ホロウェイ vs. ジョゼ・アルド
パフォーマンス・オブ・ザ・ナイト： クラウディア・ガデーリャ、ブライアン・ケレハー
各選手にはボーナスとして5万ドルが授与された。

### カード変更
負傷などによるカードの変更は以下の通り。